# Zeugophora rufotestacea
Zeugophora rufotestacea is een keversoort uit de familie halstandhaantjes (Megalopodidae). De wetenschappelijke naam van de soort werd in 1871 gepubliceerd door Ernst Gustav Kraatz.